# 喜多村誠
喜多村 誠（きたむら まこと、1980年7月22日 - ）は、日本の男性キックボクサー。福岡県出身。ホライズン・キックボクシングジム所属、同ジム代表。元新日本キックボクシング協会ミドル級王者（第4代）。元The Battle Of MuayThai (BOM)ミドル級(69.85㎏ ～ 72.57㎏) 
王者(初代)。

## 来歴
- 九州産業大学付属九州産業高等学校にて空手を始め、3年時に全国高校総体個人戦出場[1]。その後九州産業大学卒業まで7年間に渡り空手を続ける。高等学校・大学ともに空手の強豪校であり、大学では主将を務めた[2]。
- 大学卒業後、福岡にてキックボクシングを始める。
- 福岡でキックボクサーとして活動する傍ら、度々東京にてキックボクシングの試合を観戦・研究し、そのレベルの高さを実感するとともに、東京におけるプロとしてのチャンスの多さを確信して、上京を決意。
- 上京後、伊原道場に入門。
- 2005年7月17日、「新日本キックボクシング協会 Departure」にてデビュー。長曽我部雅昭を相手に、2R判定（3-0）にて勝利を収める。
- 2010年5月16日、「新日本キックボクシング協会 FINAL 武田幸三引退記念興行」にて、ダブルメインイベントとして、初のタイトルマッチを行う。相手は、前年王者となった宮本武勇志（治政館）。5R判定0-1のドローとなり、タイトル獲得ならず。
- 2011年5月15日、「新日本キックボクシング協会 BRAVE HEARTS 16」にて、二度目のタイトルマッチ。王者・宮本武勇志を相手に、偶然のバッティングによるドクターストップで、ノーコンテストとなる。
- 2011年10月2日、「新日本キックボクシング協会 MAGNUM 27」にて、三度目のタイトルマッチ。王者・宮本武勇志とは6度目の対戦となった。流血を伴う激しい打ち合いの末、3R 1分43秒、宮本への二度目のドクターチェックの結果、ドクターストップがかかりTKO。タイトル奪取に成功した。
- 2012年12月26日、我が国のプロスポーツ界の健全な発展、ならびに振興に寄与することを目的として制定されている「内閣総理大臣杯 日本プロスポーツ大賞」において、「2012年度・功労賞」を受賞。
- 2013年7月21日、「新日本キックボクシング協会 MAGNUM 32」にて、初の防衛戦。前王者の宮本武勇志と対戦予定であったが、宮本の負傷欠場に伴い、日本ミドル級4位の今野明（市原）との対戦となった。1R、二度のダウンを奪う。3R、顔面前蹴りからのパンチ連打で追い込み、ヒジを混ぜた攻撃に今野は額をカット。残り5秒でドクターストップ。初防衛に成功した。
- 2015年3月15日、「新日本キックボクシング協会 MAGNUM37（後楽園ホール）」にて、ラジャダムナンスタジアム認定スーパーウェルター級ランキングマッチを行い、タイのペットーン・キャリーボーイに3-0の判定勝ちをおさめた。
- 2015年4月 ラジャダムナンスタジアム　スーパーウェルター級のランキング8位となる。
- 2015年4月19日、後楽園ホールにて行われた新日本キックボクシング協会 「TITANS NEOS 17」にて、2015年5月24日にタイのラジャダムナンスタジアムにて、スーパーウェルター級のタイトルマッチを行うことが伊原道場の伊原会長より発表された。

- 2015年5月24日、タイ国ラジャダムナンスタジアムにて行われた「スーパーウェルター級タイトルマッチ」にて、ラジャダムナンスタジアム認定スーパーウェルター級王者アウンナン・ギャットペペと対戦。5ラウンドをフルに戦い抜いたが、0-3の判定負けとなった。
- 2015年9月20日、日本ミドル級王者のチャンピオンベルトを返上し、階級をスーパーウェルター級に変更することを発表。この日後楽園ホールで開催された「タイタンズ ネオス 18」のリングでベルト返上式に臨み、「これからは階級をスーパーウェルター級に変更し、色々な団体のチャンピオンや有名選手達とどんどん戦っていきたいと思います」と抱負を語った。
- 2015年10月25日、「新日本キックボクシング協会 MAGNUM39（後楽園ホール）」にて、韓国ウェルター級1位のファン・セチョルと対戦。2ラウンド、左右のフックを放ちながら突進してくるセチョルに対して、喜多村は左ローキックを決めてダウンを奪う。立ち上がったセチョルを再び左ローでダウンさせたところで、レフェリーがKOを宣告した。

- 2017年7月2日、新日本キックボクシング協会「MAGNUM 44（後楽園ホール）」に参戦。対戦相手のイッキュウサンの戦績は、53戦39勝（6KO）12敗2分。1R、右ロー主体の喜多村に対して、イッキュウサンは左ミドル合わせて距離を取る展開。2Rには、喜多村が右ハイをクリーンヒットさせパンチ連打で追い込むが、イッキュウサンは右ミドルを返しながら耐える。3R、パンチ勝負の喜多村。イッキュウサンは首相撲を仕掛けるが、喜多村は強打のパンチ連打で最後まで攻め続け、3−0の判定勝ちを収めた。なお、この試合前には喜多村の所属する伊原道場新潟支部での映像を中心とした「煽りVTR」が披露された。
- 2017年10月22日、新日本キックボクシング協会「MAGNUM 45（後楽園ホール）」に参戦。1Rカら喜多村はハイ、ロー、左右のミドルと蹴りを連発させる。2Rには右ストレートをクリーンヒットさせるが、相手のベッダムも左ミドルを返すなど、タフさを見せる展開。3R、喜多村はパンチの連打で追い込み、ダウンを奪ったところで、ベッダム陣営からタオルが投入され、喜多村のKO勝ちとなった。
- 2018年10月21日、新日本キックボクシング協会「MAGNUM 48（後楽園ホール）」にて、『ムエタイゴリラ』の異名を持つ、T-98（クロスポイント吉祥寺/REBELS-MUAYTHAIスーパーウェルター級王者）と対戦。1R、開始直後からお互いがローを蹴り合い、その後にミドルや前蹴りを繰り出すキック中心のスタートとなった。組み合う場面もなくラウンドを通して両者下がらない展開。2R、中盤にT-98の放った右ストレートがクリーンヒットすると、ここからT-98の流れとなり、喜多村はロープを背負いコーナーに詰められる苦しい展開。しかし喜多村はすぐに立て直し、防戦気味ではありながらも、ヒジを振るい反撃を開始。3R、開始直後に喜多村は、T-98の顔面への前蹴りをヒットさせる。完全に持ち直した喜多村は、左のローに加え多彩なキックを繰り出しながら、接近戦で左右のヒジを繰り出し、このラウンドはT-98が防戦気味となる。そして3R終了間際、喜多村のヒジがT-98の左頭部をカット。4R、開始8秒。喜多村が飛び込んで撃った右ヒジでT-98の左頭部から激しく出血し、ドクターチェックとなる。試合は再開されたが、その直後両者が組み合いマットに倒れた際に、T-98の傷口から再び激しい出血が起こり、レフェリーが試合をストップ。4R 0分45秒、喜多村のTKO勝利となった。
- 2019年3月3日、新日本キックボクシング協会「MAGNUM 49（後楽園ホール）」にて、打撃武道我円所属の中川達彦と対戦。左ジャブの連打で最初のダウンを奪う。その後もハイキックと肘で中川を圧倒し続け、１R２分５８秒 右ストレートでのKO勝利となった。
- 2019年7月7日、新日本キックボクシング協会「MAGNUM 50（後楽園ホール）」にて、ペッダム・ペットプームムエタイ（タイ/元アーウナンスタジアム・スーパーフェザー級王者）と対戦。1R、序盤から両者ともにローとミドルを蹴り合う展開。その後、喜多村がペッダムの左足へのローキックの後に奥足への足払い。これにより両者が転倒したが、この際にペッダムが顎を怪我するというアクシデントが発生する。ペッダムにドクターチェックが行われるが、立ち上がることが出来ず試合続行不可能となる。このため、それまでの判定で勝敗を決することとなり、喜多村が2-0(10-10/10-9/10-9)で勝利した。
- 2019年9月1日、TITANS事務局（認定：新日本キックボクシング協会）『TITANS NEOS 26』にて、喜入 衆（NEXTLEVEL渋谷/ルンピニージャパンウェルター級王者、初代MuayThaiOpenウェルター級王者、元J-NETWORKスーパーライト級王者）と対戦。喜入はアグレッシブなファイトスタイルで様々なタイトルを獲得してきたベテラン選手。１R、中盤から喜多村は徹底した右ローを放つのに対して喜入は右ストレートをヒットさせて喜多村を崩すもののダウンには至らず。２R、喜多村はオーバーフックから顔面前蹴り、そして左肘をヒットさせると喜入は目尻からの出血。ドクターチェック後にカウンターの右肘を当てると更に出血が広がった。３R、劣勢の喜入は前に出て猛攻を仕掛けるが、喜多村は右の横肘で豪快に攻める。血だらけの喜入は反撃の糸口を探るが、最後まで喜多村にダメージを与えることは出来ず、蹴りや肘のヒット数を増やした喜多村が判定勝利した。
- 2019年10月4日、株式会社キックスロード「KNOCK OUT×REBELS」にて、MSJキックボクシングジムの松島勲也と対戦。！R、喜多村は左右のロー、松島は右ストレートを飛ばす。多彩なキックから距離を掴む喜多村と、左のボディから右の縦ヒジにつなげる松島。２R、至近距離でヒジを振るう松島に対し、喜多村は左ローで距離を作りながらストレートを打ち込む。３R、両者決め手がないまま終了のゴング。松島が判定をものにした。
- 2020年2月29日、REBELSプロモーション「REBELS.64」にて、レベルスのスーパー・ウェルター級のリーグ戦にも出場している津崎善郎と対戦。１R、喜多村は右ローや左ミドルを繰り出すが、津崎がヒザ蹴りや細かくフックを当てる。２R、津崎が喜多村を後退させる場面が目立つ展開。喜多村は終盤、右の横ヒジを狙っていく。３R、前進する津崎に、喜多村は右ストレートをヒットさせたのち。首相撲からの右ヒジで津崎の目尻が腫れ上がる。延長R、喜多村は津崎の前進に対して組みついた攻撃を行いスタミナを奪う。終盤、喜多村の右ハイキックやカウンターを当て、延長Rの判定は３ー０で喜多村となり、判定勝ち。
- 2020年7月1日、喜多村が選手として所属し、かつトレーナーを勤めていた「新日本キックボクシング協会・新潟支部」が、新日本キックボクシング協会より独立。新たに「ホライズン・キックボクシンングジム」が設立された。これに伴い、喜多村は同ジムの代表に就任。今後は「ホライズン・キックボクシングジム代表 兼 現役選手」となることが発表された。なお、同ジムは特定の団体に所属せず、選手はフリーの立場で各団体の試合に参戦する。
- 2020年11月28日、一般社団法人シュートボクシング協会「SHOOT BOXING 2020 act.2」にて、シュートボクシングの絶対的エースである海人（かいと）と対戦。１R、喜多村の入り際に、右ロー、右カーフキックを合わせる海人。喜多村は軸足にローを合わせられバランスを崩される。距離を詰めた緊迫感のあるヒジの打ち合い。２R、海人のカーフが効いているのか、喜多村の奥足が滑る。海人はガードを堅めた攻撃を続ける。ラウンド終盤、海人の左ボディから右ヒジを受け、左目下をカットする。３R、開始直後、距離が離れたところで喜多村が放った右ストレートに合わせ、海人が右ハイキックをクリーンヒット。ダメージが大きいとみたレフェリーが即座に試合をストップ。喜多村にとってキャリア初のKOによる敗戦となった。
- 2021年1月17日、岡山ジム「JAPAN KICKBOXING INNOVATION 認定 第7回岡山ジム主催興行」にて、INNOVATIONスーパーウェルター級2位、REBELS-REDスーパーウェルター級王者の吉田英司と対戦。５R、2分22秒、スリーノックダウンにてTKO負けを喫する。
- 2021年4月11日、株式会社BOMプロモーション『BOM ～ The Battle Of MuayThai 〜BOM WAVE04 – Get Over The COVID-19 –』【第2部】にて、「BOM ミドル級（72.50kg）王座決定トーナメント 1回戦」として、FLYSKYGYMの大輝と対戦。１R、喜多村は左ジャブから右ローを放ち、大輝はタイミングを合わせて右ミドルと左フックで応戦。大輝はプレッシャーをかけて前進して左右のフックを振るうが、喜多村はパンチとローを積み重ねる展開。２R、大輝は左右フックで喜多村をロープへ追い込む。ローブローによる一時中断の後、喜多村は左ジャブで大輝の体勢を崩してパンチを連打。左ハイキックを入れた後に右ストレートのクリーンヒットでダウンを奪う。立ち上がった大輝だったが、ふらついた様子を見たレフェリーが試合をストップ。喜多村はKO勝利で決勝進出を決めた。
- 2021年7月4日、株式会社BOMプロモーション『BOM ～ The Battle Of MuayThai 〜BOM WAVE04 – Get Over The COVID-19 –』にて、BOMミドル級（72.50kg）王座決定戦としてTSK iapanのJと対戦。１R、Jが左ローで先制するも、喜多村は左右をローを返す。お互い差が出ないままこのラウンドのジャッジはイーブン。２R、喜多村がロープに押し込み膝蹴りを放つが、Jは左右のフックで応戦。終盤にJの左右フックが喜多村を捉えたのち、コーナーでパンチの連打。このラウンドジャッジは３名とも10-9でJを支持。３R、喜多村は前進して左ロー。Jは前蹴りを使いながら牽制する。両者の距離が近づくとそれぞれのパンチが交錯する展開。４R、両者ともパンチと膝で前に出ながらお互いに削り合う。Jはハイキックを狙い、喜多村は辛抱強くローを繰り返し蹴る。最終５R、近距離の展開から首相撲と膝蹴りの応酬。両者離れると喜多村が左ロー、Jは押し込んで右ストレート。疲労の中、終盤まで手数を出し続ける両者。ジャッジ２名が４Rと５Rで喜多村にポイントを付け、喜多村が判定勝利。BOMミドル級王座のベルトを巻いた。
- 2021年8月28日、NKB日本キックボクシング連盟主催『必勝シリーズvol.5』にて、釼田昌弘（テツジム／NKBミドル級4位）と対戦。喜多村が代表を務める「ホライズン・キックボクシングジム」の拠点である新潟での開催となった（新潟市・万代島多目的広場大かま にて）。1R、左ミドルから入る喜多村、続く強烈な右ローでは激しい打撃音が会場に響き渡る。序盤から猛攻を仕掛ける喜多村に対し、釼田は距離を取らずに果敢に立ち向かう。しかし喜多村は冷静にインローを飛ばして釼田の体勢を崩しながら攻め続ける。そして右ローからの左ジャブ、ワンツーからの左ミドル、右ストレートと左フックの連打でガードが空いたところに左ハイキックが釼田の首に炸裂してダウン。立ち上がったものの、フラつく釼田を見てダメージ甚大と見たレフェリーは試合をストップ。喜多村のKO勝ちとなった。試合後のマイクで喜多村は「41になりましたが、まだまだやる気があれば何でも出来ると思います！」との強い言葉とともに、この新潟大会を開催したNKB日本キックボクシング連盟への感謝を語った。
- 2021年１１月７日、神奈川・横浜大さん橋ホールにて行われたBOMプロモーション主催「BOM ～ The Battle Of MuayThai 〜BOM WAVE06- Get Over The COVID-19 –」で、７３．００kg契約にてクアン・サックランシット（タイ/サックランシット）と対戦。相手は、今年４月のムエロークで天承山を下し、１０月のRIZEでは82kg契約でかつて那須川天心とライバルだった南原健太と対戦している。１R、ゆったりと動き出したクアンがローキックとパンチを放つのに対して、喜多村は蹴りを上下に散らす。２R、ローキックからのパンチ連打でクアンを追い込んだ喜多村は、４２秒右ストレートで豪快にKO勝利。試合直後に7月に対戦して喜多村が判定勝ちを収めていた「J」がリングイン。「あの時の判定には納得してない！」とタイトルを賭けた再戦を要求し、喜多村も応じる構えを見せた。試合後のインタビューで、「久しぶりのタイ人との試合でしたが、日本人のリズムとは全然違うので最初はリズムに乗れませんでした。１Rが終わって相手の出方が判ったので２Rからどんどん行こうと思いましたが、いいパンチが入って（倒すことができて）良かったです。さっきのJ選手ともハッキリと白黒つけないといけないと思うので、次はKOで勝ちたいと思います。強い選手はたくさんいますし７０kgでも戦えるので、７０kgでもやっていきたいです。正直、もう現役もそんなに長くないと思っていますので、最後にもう1本くらいベルトを獲って、しっかりとケジメをつけたいと思います」と語った。
- 2021年12月5日、東京ニューピアホールにて行われたBOMプロモーション主催「BOM ～ The Battle Of MuayThai 〜BOM WAVE07」にてBOMミドル級王座決定戦。相手は2021年7月に王座についた際の対戦相手のJで、5ヶ月ぶりの再戦となった。１R、喜多村のローにJは体勢を崩し気味となる立ち上がり。２R、ロングの右フックを繰り出す喜多村に対してJは前蹴りを出しながら距離を保つ。３R、喜多村は右ロー、右ロングフックで攻めるが、Jもパンチに打ち合いに応じつつヒザを返し、ゴング直前に前蹴りがヒット。４R、Jはミドルや前蹴りを当てフック連打も繰り出す。最終R、喜多村は右ロー・右フックで攻め、Jは前蹴りとハイキックの単発で攻めていく。ラストで鼻血を出したJが組んでヒザのラッシュ。判定は３−０でJとなった。
- 2022年1月9日（日）東京・ニューピアホールにて行われた株式会社RIKIX主催『NO KICK NO LIFE 』第2部にて、志真會館/シュートボクシングスーパーウェルター級4位の璃久と対戦。1R、璃久の右前蹴りからのラッシュ。喜多村は左右のローを放つ。2R、喜多村、璃久ともに、ローとハイキックを見せる。3R、璃久は右ローをテンポ良く蹴る。喜多村は飛び込み右ストレートをヒットさせてダウンを奪う。終盤で璃久がパンチのラッシュ、右アッパー、バックハンドブローと猛攻撃。喜多村も右フックを返したところで、終了のゴング。ジャッジの2名が「28-28」としたため、この試合はドローとなった。
- 2022年3月20日（日）東京・後楽園ホールにて行われた、ビッグバンプロモーション主催の『ビッグバン・統一への道 其の40』にて、谷山ジムの新鋭・陽太郎と対戦。１R、開始直後に走って攻撃を仕掛ける陽太郎だったが、喜多村はこれを冷静にさばき、左ボディストレート、左ローキック、右ストレートを確実にあてていく。完全に喜多村ペースでの立ち上がり。２Rも開始早々に陽太郎が突進し数発が喜多村に入るが、喜多村は右ストレートを決めていく。これに加え右ボディストレートが入ると陽太郎はダウン。そのままテンカウントとなり喜多村のKO勝ちとなった。試合後にマイクを持った喜多村は「次はスーパーウェルター級チャンピオンとやらせてください！！」とアピールした。
- 2022年6月12日（日）東京・後楽園ホールにて行われた、ビッグバンプロモーション主催の『ビッグバン・統一への道 其の42』にて、Bigbang スーパーウェルター級王者のジョージと対戦。１R、喜多村は序盤からミドルキック、ローキック、カーフキックを織り交ぜたキック中心の展開。ジョージは耐えながらもローキックを返すが、明らかな喜多村ペース。２R、開始早々喜多村は、ローキックを放った際に体勢を崩しコーナーに追い込まれるが、即反撃をして巻き返し、多彩な蹴りを入れながら攻め続ける。ラウンド終盤、ジョージはガードを固めて前進し喜多村をコーナーに詰めるが、決定打はなく最終ラウンドへ。３R、喜多村は多彩なキックを、ジョージは細かなパンチを次々と放ちあう展開。両者互角のまま試合終了、判定へ。喜多村１−０でドローとなる。
- 前述の試合前日（6月11日）の計量にて、喜多村は年内（２０２２年）での引退を発表。すでに喜多村はジョージの持つ「Bigbang スーパーウェルター級」の王座への挑戦を表明しており、2022年１１月にタイトルマッチで対戦となるか。
- 2022年7月3日（日）横浜大さん橋ホールにて行われたBOMプロモーション主催「BOM 36」にて、184cmの高長身のムエタイファイターMIKE JOEと対戦。1R、喜多村はローキックから入り、MIKEを崩しにかかる。MIKEはフックと前蹴りで圧力をかけるなど手数に勝り、優勢な立ち上がりとなる。2R、喜多村は左のローキックを放っていく。MIKEは首相撲に持ち込むがここで喜多村のヒザ蹴り。MIKEは飛び込んでのヒザ蹴りと左右のボディ打ち。喜多村はローキックを返し、更には右ハイキックを首に放つがMIKEは持ち堪える。3R、喜多村は奥足のローキックから左右のフック。執拗に攻め続ける喜多村と、動きが止まってきたMIKE。ここで喜多村はヒジ打ちと、パンチからのローキック。MIKEはヒジ打ちを落とすが、喜多村も縦ヒジで攻撃、ラウンド最後に右ハイキックを放つ。4R、両者ローキックの蹴り合い。喜多村は右ロー。MIKEは前へ出るが、喜多村はヒジ打ちと左ローキックで応戦。MIKEは耐えるが、ここで動きが止まる。そのまま喜多村は右ボディと右ヒジ打ちでMIKEを追い込んでいく。喜多村はヒジ打ち、そして左ローキック。完全に形勢が逆転して喜多村ペースになる。最終5R、互いにヒジ打ちの応酬。喜多村は右ハイキック。MIKEのパンチで喜多村がバランスを崩す。喜多村はパンチとローキック、MIKEは右アッパーで両者ともに動きを手を止めずに攻撃が続く。喜多村はローキックを入れ、MIKEはノーガードからの飛びヒザ蹴り。両者が激しく打ち合ったところでゴング。判定は、1（喜多村）-0（MIKE）でドローとなった。試合終了後、喜多村が「延長ラウンドでの決着を！」とアピールすると、MIKEが「OK」と了解する。しかし、BOMの中川夏生代表は「延長は無い」と説明するとともに、9月23日のBOM大田区総合体育館大会での再戦を提案。両者も承諾した。
- 2022年8月6日（土）新潟・万代多目的広場大かまにて行われたNKB新潟興行「NKB喝采シリーズvol.5」にて、元J-NETWORKスーパーウエルター級王者の平塚洋二郎(チームタイガーホーク/大道塾仙南支部)と対戦。１R、平塚のパワーにやや押され気味の立ち上がりとなった喜多村だが、２R以降は左の奥足ローを効かせて、右ヒジ、左ハイキックが決まり良い展開。３R、前に出る平塚に対して、右ヒジで最初のダウンを奪う。さらに左ハイキックで２ダウン目。そして、最後は再度の右ヒジで３ダウン。スリーノックダウンでのTKO勝ち。喜多村にとって地元新潟での最終戦を勝利で締めくくった。
- 2022年9月23日（金・祝）東京・大田区総合体育館にて行われたBOMプロモーション「BOM OUROBOROS 2022」にて、2022年7月に引き分けたMIKE JOEと再戦。１R、序盤から左ハイキック、右ローキックと、蹴りを上下に散らす喜多村の立ち上がり。カーフキックも次々に決める喜多村に対して、やや防戦気味のMIKE。2R、喜多村は引き続き左右のローキックを当てていくが、このあたりからMIKEが挽回していく。喜多村は左瞼をカットして流血。3R、MIKEの左ストレートが次々とヒットし、喜多村はなかなか攻められない。ここで出血が激しくなりドクターチェックが入る。その後もMIKEがペースを握ったままの展開となる。4R、一気に仕掛けていく喜多村だったが、MIKEのパンチが当たり喜多村の流血がさらに激しくなる。ここで再びドクターチェック。喜多村は試合続行をアピールするものの、ドクターストップとなり、MIKEのTKO勝利となった。
- 2022年12月11日（日）、喜多村誠、引退試合。神奈川・横浜大さん橋ホールで行われたBOMプロモーション「ROAD TO ONE JAPAN & Shimizu presents BOM 37」にて、松島勲也（MSJキックボクシングジム）と対戦。ともに福岡県の出身で、両者は2019年10月に開催された『KNOCK OUT×REBELS』にて対戦し、松島が判定にて勝利している。１R、序盤から両者ともに手数が多く、気迫のこもった立ち上がり。喜多村はロー・ミドル・ハイと蹴りを打ち続けていく。２R、変わらず激しい展開で、ミドル級ならではのスピードと重みのある試合が続く。松島はローを中心に組み立てるが中盤からヒジを繰り返し出し始め、何度目かのヒジが喜多村の右目上をカットし、ドクターチェック。３R、お互いに多くのキックを繰り出しながらの強烈な打ち合いが続く。喜多村はキックを中心とした多彩な攻撃で、休まずに攻め続ける。松島もヒジを返すなど譲らない。４R、開始早々に喜多村の右目上のカットからの流血によりドクターチェック。試合は継続され、喜多村は激しく打ち続ける。しかしここで更なる流血により再度のドクターチェックとなる。喜多村は試合続行をアピールするも、ここで試合終了が告げられ松島のTKO勝ちとなる。
- 引退試合後、喜多村の引退式が行われた。BOM代表から花束贈呈が行われたのち、喜多村からの挨拶。「本日はご来場いただきまして、誠にありがとうございます。そして、BOM代表の中川会長、最後までこんな素晴らしい舞台で使っていただいてありがとうございます。BOM関係者の皆様も本当にありがとうございます。今日は（出身地である）福岡からも、（ジムがある）新潟からも、いっぱい応援に来てくれて、最後まで闘えて本当に嬉しいです。一番感謝しているのは家族、妻が支えてくれたから42歳まで続けることが出来ました。まだ若い選手はしっかり目標を持って。このBOMという舞台、ONE Championshipという舞台は日本で一番すごい興行だと思っています。しっかり目標を持って頑張ってください。今日は本当にありがとうございました！」挨拶のあとテンカウントゴングが行われ、喜多村誠はリングを降りた。
- 2024年10月20日（日）喜多村誠公式Xにて現役復帰を発表。Xでの復帰投稿は以下の通り。「ご報告!!喜多村誠、44歳、現役復帰します。妻と娘2人は賛成はしてませんが。42歳で引退しましたが、父親がリングで戦っていた姿を息子は多分、覚えてないと思います!!息子も4歳になり、そろそろ記憶も残ると思います!!息子に戦ってる姿を見せたいし、ベルトも狙えるなら狙っていきます!!」
- 2024年11月5日（火）RWS MUAYTHAI JAPAN 公式サイトにて復帰戦が発表された。2024年12月1日(日)会場は横浜大さん橋ホールにて開催の「RWS ラジャダムナンワールドシリーズ」。対戦相手はバス・レンジャージム（タイ）。

## 戦績

### プロキックボクシング
| キックボクシング 戦績 | キックボクシング 戦績 | キックボクシング 戦績 | キックボクシング 戦績 | キックボクシング 戦績 | キックボクシング 戦績 | キックボクシング 戦績 |
| --------------------- | --------------------- | --------------------- | --------------------- | --------------------- | --------------------- | --------------------- |
| 65 試合               | (T)KO                 | 判定                  | その他                | 引き分け              | 無効試合              |                       |
| 39 勝                 | 22                    | 17                    | 0                     | 10                    | 1                     |                       |
| 15 敗                 | 4                     | 11                    | 0                     | 10                    | 1                     |                       |

| 勝敗 | 対戦相手 | 試合結果                                                   | 大会名 | 開催年月日     |
| ×    | バス・レンジャージム                                                                                            | 判定0-3(27-30/27-30/27-30)                                 | RWS JAPAN「ラジャダムナン ワールド シリーズ ジャパン」（72.5kg）3分3R                                                                             | 2024年12月1日  |
| ×    | 松島勲也 | ４R 1:03 TKO（レフェリーストップ）                         | BOMプロモーション「ROAD TO ONE JAPAN & Shimizu presents BOM 37」 BOMミドル級（72.57kg）3分5R                                                      | 2022年12月11日 |
| ×    | MIKE JOE | ４R 0:42 TKO（レフェリーストップ）                         | 株式会社BOMプロモーション「BOM OUROBOROS 2022」WPMFインターナショナル ミドル級（72.57kg）王者決定戦 3分5R                                         | 2022年9月23日  |
| ○    | 平塚洋二郎 | 3R TKO（スリーノックダウン）                               | NKB新潟興行「NKB喝采シリーズvol.5」（７３kg契約）                                                                                                 | 2022年8月6日   |
| △    | MIKE JOE | 判定1-0(48-47/48-48/48-48)                                 | 株式会社BOMプロモーション「BOM 36」WPMFインターナショナル・ミドル級王者決定戦（72.50kg）                                                          | 2022年7月3日   |
| △    | ジョージ | 判定1-0(29-28/29-29/29-29)                                 | ビッグバンプロモーション『ビッグバン・統一への道 其の４2』【70㎏契約ビッグバンルール】                                                            | 2022年6月12日  |
| ×    | チューチャイ・ハーデスワークアウト                                                                              | 延長判定0-3(9-10/9-10/9-10) 本戦判定0-1(29‐29/29‐30/30‐30) | 株式会社BOMプロモーション『BOM WAVE08 ー Get Over The COVID-19 ー』日タイ対抗戦 ミドル級（72.57kg）                                               | 2022年4月24日  |
| ○    | 陽太郎 | 2R 1:41 KO（右ボディストレート）                           | ビッグバンプロモーション『ビッグバン・統一への道 其の４０』【70㎏契約】                                                                           | 2022年3月20日  |
| △    | 璃久 | 判定1-0(29-28/28-28/28-28)                                 | 株式会社RIKIX『NO KICK NO LIFE 』【70㎏契約】 | 2022年1月9日   |
| ×    | J | 判定0-3(47-49/48-49/48-49)                                 | 株式会社BOMプロモーション「BOM ～ The Battle Of MuayThai 〜BOM WAVE07」BOMミドル級（72.57kg）王座決定戦                                           | 2021年12月5日  |
| ○    | クアン・サックランシット                                                                                        | 2R 0:42 KO（右ストレート）                                 | 株式会社BOMプロモーション「BOM ～ The Battle Of MuayThai 〜BOM WAVE06 – Get Over The COVID-19 –」BOMミドル級【73.00kg契約】                       | 2021年11月7日  |
| ○    | 釼田昌弘 | 1R 1:35 KO（左ハイキック）                                 | NKB日本キックボクシング連盟「NKB必勝シリーズvol.5」                                                                                               | 2021年8月28日  |
| ○    | J | 判定2-1(49-48/49-48/47-49)                                 | 株式会社BOMプロモーション「BOM ～ The Battle Of MuayThai 〜BOM WAVE05- Get Over The COVID-19 –」BOMミドル級（72.50kg）王座決定戦                  | 2021年7月4日   |
| ○    | 大輝 | 2R 2:01 KO（右ストレート）                                 | 株式会社BOMプロモーション「BOM ～ The Battle Of MuayThai 〜BOM WAVE04 – Get Over The COVID-19 –」BOMミドル級【72.50kg】王座決定トーナメント 1回戦 | 2021年4月11日  |
| ×    | 吉田英司 | 5R 2:22 TKO（スリーノックダウン）                          | 岡山ジム「JAPAN KICKBOXING INNOVATION 認定 第7回岡山ジム主催興行」 【70.0kg契約】                                                                 | 2021年1月17日  |
| ×    | 海人 | 3R 0:14 KO（右ハイキック）                                 | 一般社団法人シュートボクシング協会「SHOOT BOXING 2020 act.2」 【70.0kg契約】                                                                      | 2020年11月28日 |
| ○    | 津崎善郎 | 延長判定3-0(10-9/10-9/10-9) 本戦判定1-0(29-29/30-29/29-29) | REBELSプロモーション「REBELS.64」 【70.0kg契約】                                                                                                  | 2020年2月29日  |
| ×    | 松島勲也 | 判定0-3(28-30/28-30/28-30)                                 | 株式会社キックスロード「KNOCK OUT×REBELS」 【70.0kg契約】                                                                                         | 2019年10月4日  |
| ○    | 喜入 衆 （ルンピニージャパンウェルター級王者 初代MuayThaiOpenウェルター級王者 元J-NETWORKスーパーライト級王者） | 判定3-0(30-28/30-28/29-28)                                 | TITANS事務局（認定：新日本キックボクシング協会）「TITANS NEOS 26」 【70.0kg契約】                                                                 | 2019年9月1日   |
| ○    | ペッダム・ペットプームムエタイ （タイ/元アーウナンスタジアム・スーパーフェザー級王者）                          | 判定2-0(10-10/10-9/10-9)                                   | 新日本キックボクシング協会/伊原プロモーション「MAGNUM 50」 【70.0kg契約】                                                                         | 2019年7月7日   |
| ○    | 中川達彦 | 1R 2:53 KO                                                 | 新日本キックボクシング協会/伊原プロモーション「MAGNUM 49」 【71.0kg契約】                                                                         | 2019年3月3日   |
| ○    | T-98 | 4R 0:45 TKO                                                | 新日本キックボクシング協会/伊原プロモーション「MAGNUM 48」 【70.0kg契約】                                                                         | 2018年10月21日 |
| ○    | RYU謙 | 1R 2:45 KO                                                 | 新日本キックボクシング協会/伊原プロモーション「MAGNUM 47」 【70.0kg契約】                                                                         | 2018年7月8日   |
| △    | 小原俊之 | 判定1-0（29-29/30-28/29-29）                               | 新日本キックボクシング協会/伊原プロモーション「MAGNUM 46」 【70.0kg契約】                                                                         | 2018年3月11日  |
| ○    | ペッダム・トー.パラーン32（タイ）                                                                               | 3R 1:31 TKO                                                | 新日本キックボクシング協会/伊原プロモーション「MAGNUM 45」 【70.0kg契約】                                                                         | 2017年10月22日 |
| ○    | イッキュウサン・ペットプームムエタイ（タイ）                                                                    | 判定3-0（29-28/29-28/30-29）                               | 新日本キックボクシング協会/伊原プロモーション「MAGNUM 44」 【70.0kg契約】                                                                         | 2017年7月2日   |
| ×    | ペッパノム・ペップームムエタイ （タイ/プーケット県パトンスタジアム・ウェルター級王者）                          | 判定0-3（28-29/28-30/29-30）                               | 新日本キックボクシング協会/伊原プロモーション「MAGNUM 43」 【70.0kg契約】                                                                         | 2017年3月12日  |
| ○    | ジャントーン・エスジム（カンボジア）                                                                            | 3R 2:18 TKO                                                | 新日本キックボクシング協会/伊原プロモーション「MAGNUM 42」 【70.0kg契約】                                                                         | 2016年10月23日 |
| △    | ナ・スンイル（韓国/KBCウェルター級王者）                                                                        | 判定1-1（29-29/28-30/30-29）                               | 新日本キックボクシング協会/伊原プロモーション「MAGNUM 41」                                                                                        | 2016年7月3日   |
| ×    | 緑川創 | 判定0-2（47-49/49-50/49-49）                               | 新日本キックボクシング協会/伊原プロモーション「MAGNUM 40」 【70.0kg契約】                                                                         | 2016年3月13日  |
| ○    | ファン・セチョル（韓国）                                                                                        | 2R 1:10 KO（左ローキック）                                 | 新日本キックボクシング協会/伊原プロモーション「MAGNUM 39」 【日韓国際戦 70.0kg契約】                                                              | 2015年10月25日 |
| ×    | アウンナン・ギャットペペ（タイ）                                                                                | 判定0-3                                                    | 【ムエタイ】ラジャダムナンスタジアム認定 スーパーウェルター級タイトルマッチ〜ラジャダムナン・スタジアム（タイ）〜                                 | 2015年5月24日  |
| ○    | ペットーン・キャリーボーイ（タイ）                                                                              | 判定3-0（50-46/50-46/49-47）                               | 新日本キックボクシング協会/伊原プロモーション「MAGNUM 37」 【ラジャダムナンスタジアム認定スーパーウェルター級ランキングマッチ】                   | 2015年3月15日  |
| ○    | サンムック・キクチジム（タイ）                                                                                  | 3R 2:09 KO（右ボディストレート）                           | 新日本キックボクシング協会/伊原プロモーション「MAGNUM 36」                                                                                        | 2014年10月26日 |
| ○    | イ・ジフン（韓国）                                                                                              | 判定3-0（30-26/30-28/29-28）                               | 新日本キックボクシング協会 「TITANS NEOS 16」 | 2014年9月13日  |
| ○    | ゲンナロン・ブリザードジム（タイ）                                                                              | 判定2-0（30-29/29-29/30-29）                               | 新日本キックボクシング協会 「TITANS NEOS 15」 | 2014年4月20日  |
| ○    | ショーケン | 3R 2:54 KO（右ハイキック）                                 | 新日本キックボクシング協会 「SOUL IN THE RING VI」                                                                                                | 2013年12月8日  |
| ○    | カジョンサック・シットサイトーン（タイ）                                                                        | 2R終了時セコンドよりタオル投入 TKO                         | 新日本キックボクシング協会 「MAGNUM 33」 | 2013年10月13日 |
| ○    | 今野明 | 3R 2:55 TKO 【日本ミドル級王座 初防衛】                    | 新日本キックボクシング協会 「MAGNUM 32」 【日本ミドル級タイトルマッチ】                                                                           | 2013年7月21日  |
| ○    | アーサー雅仁 | 判定3-0（29-28/30-28/30-28）                               | 新日本キックボクシング協会 「TITANS NEOS 13」 | 2013年4月21日  |
| ×    | 河雲標（ハ・ウンピョ/韓国）                                                                                     | 判定0-3（26-28/26-28/26-28）                               | 新日本キックボクシング協会 「BRAVE HEARTS 21」 | 2013年1月13日  |
| ○    | 今野明 | 1R 2:55 KO                                                 | 新日本キックボクシング協会 「MAGNUM 30」 | 2012年10月14日 |
| ○    | ラーチャシー・ソー.ウボンラット                                                                                 | 判定3-0（30-27/30-27/30-27）                               | 新日本キックボクシング協会 「MAGNUM 29」 | 2012年7月22日  |
| ○    | ベッカーセーム・ユタギ                                                                                          | 3R 0:24 TKO                                                | 新日本キックボクシング協会 「MAGNUM 28」 | 2011年9月4日   |
| ○    | 宮本武勇志 | 3R 1:43 TKO 【日本ミドル級王座に就く】                     | 新日本キックボクシング協会 「MAGNUM 27」 【日本ミドル級タイトルマッチ】                                                                           | 2011年10月2日  |
| -    | 宮本武勇志 | バッティングによる無効                                     | 新日本キックボクシング協会 「BRAVE HEARTS 16」 【日本ミドル級タイトルマッチ】                                                                     | 2011年5月16日  |
| ×    | ゲン・カー | 判定0-2（29-29/29-30/29-30）                               | 新日本キックボクシング協会 「MAGNUM 25」 | 2011年3月26日  |
| ○    | 今野明 | 3R 2:06 KO                                                 | 新日本キックボクシング協会 「MAGNUM 24」 | 2010年10月24日 |
| △    | 宮本武勇志 | 判定0-1（49-49/48-48/49-48）                               | 新日本キックボクシング協会 「FINAL 武田幸三 引退記念興行」 【日本ミドル級タイトルマッチ】                                                         | 2010年5月16日  |
| ×    | ゲン・カー | 判定0-3（29-30/29-30/29-30）                               | 新日本キックボクシング協会 「MAGNUM 22」 | 2010年3月7日   |
| ○    | 阿久澤英一 | 判定2-0（30-29/30-29/29-29）                               | 新日本キックボクシング協会 「MAGNUM 20」 | 2009年7月12日  |
| ○    | 宮本武蔵 | 2R 1:50 TKO                                                | 新日本キックボクシング協会 「BRAVE HEARTS 11」 | 2009年5月30日  |
| ○    | ナーセル・アハマディアン                                                                                        | 2R終了時 TKO                                               | 新日本キックボクシング協会 「MAGNUM 19」 | 2009年3月8日   |
| ○    | 阿久澤英一 | 判定3-0（30-28/30-26/29-28）                               | 新日本キックボクシング協会 「MAGNUM 18」 | 2008年10月25日 |
| ○    | 青木克眞 | 1R 2:28 TKO                                                | 新日本キックボクシング協会 「MAGNUM 17」 | 2008年7月13日  |
| ×    | 榊克幸 | 判定0-3（28-30/28-30/28-30）                               | 新日本キックボクシング協会 「MAGNUM 16」 | 2008年3月9日   |
| △    | 青木克眞 | 判定0-0（28-28/28-28/28-28）                               | 新日本キックボクシング協会 「BRAVE HEARTS 7」 | 2008年1月20日  |
| △    | 宮本武蔵 | 判定0-1（27-28/28-28/28-28）                               | 新日本キックボクシング協会 「MAGNUM 15」 | 2007年10月21日 |
| △    | 宮本武蔵 | 判定0-0（30-30/30-30/30-30）                               | 新日本キックボクシング協会 「BRAVE HEARTS 5」 | 2007年5月20日  |
| ○    | 山﨑銀次郎 | 判定2-0（29-29/30-28/30-28）                               | 新日本キックボクシング協会 「MAGNUM 18」 | 2007年3月11日  |
| ○    | 英雄マクシマス                                                                                                  | 判定3-0（20-17/20-17/20-17）                               | 新日本キックボクシング協会 「MAGNUM 12」 | 2006年10月22日 |
| ○    | 佐藤勇太 | 判定3-0（20-16/20-16/20-16）                               | 新日本キックボクシング協会 「MAGNUM 11」 | 2006年7月16日  |
| △    | 英雄マクシマス                                                                                                  | 判定0-0（18-18/18-18/18-18）                               | 新日本キックボクシング協会 「BRAVE HEARTS 2」 | 2006年5月21日  |
| ○    | 荒川尚士 | 判定3-0（20-18/20-19/20-19）                               | 新日本キックボクシング協会 「MAGNUM 15」 | 2005年10月23日 |
| ○    | 長曽我部雅昭 | 判定3-0（20-18/20-18/20-18）                               | 新日本キックボクシング協会 「Departure」 | 2005年7月17日  |

## 獲得タイトル
- 第4代新日本キックボクシング協会ミドル級王座
- 初代The Battle Of MuayThai (BOM)ミドル級王者